# Szokaci

Nieoficjalna flaga Szokatów z Serbii

Szokaci (chorw. Šokci, l. poj. Šokac) – grupa etniczna zamieszkująca Bačkę, Baranję, Slawonię i Srem, na pograniczu Chorwacji, Serbii i Węgier, która utożsamia się z narodem chorwackim.
Szokaci posługują się dialektami sztokawskimi (ikawskimi).

## Zasięg geograficzny

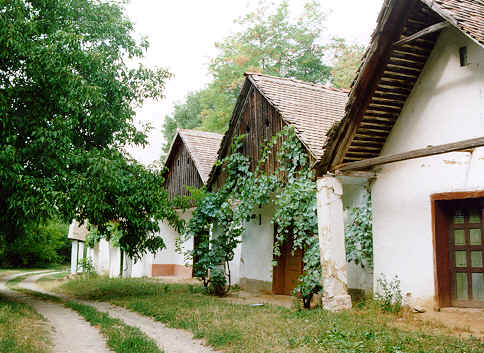
Szokackie budownictwo w Dražu

Największe skupiska Szokatów żyją na obszarze wschodniej Slawonii i zachodniego Sremu, na linii Slavonski Brod – Đakovo – Našice – Vinkovci – Županja. Ich główne miejscowości leżą jednak wzdłuż Drawy (Donji Miholjac, Valpovo), w Bačce (Bač, Bački Breg, Bački Monoštor, Mladenovo, Plavna, Santovo, Sonta, Vajska) i Baranji (Draž, Duboševica, Gajić, Mohacz, Topolje). Szokaci żyją także w rumuńskim Recașu.

## Etymologia nazwy i pochodzenie
Istnieje wiele teorii tłumaczących pochodzenie nazwy „Šokci”, a także korzeni samej grupy. Wiodąca teoria głosi, że słowo „šokci” było pejoratywnym określeniem katolików używanym przez serbską ludność prawosławną w Bačce, Baranji, Bośni, Dalmacji, Lice, Slawonii i Sremie. Było ono związane z odmiennym wykonywaniem znaku krzyża przez katolików (cała dłoń) i prawosławnych (trzy palce). W języku serbsko-chorwackim „šaka” oznacza dłoń. Nazwę wywodzi się także od czasownika „pošokčiti”, oznaczającego konwersję na katolicyzm. Religijne podłoże określenia potwierdza też używanie go przez prawosławnych względem katolickiej słoweńskiej ludności w Belej krajinie. Poza obszarem Posawia określenie było zwalczane i ostatecznie przestało być używane.
Inną teorią jest teoria tracko-iliryjska, która wiąże nazwę z górą Succus na pograniczu Ilirii i Tracji. Nazwę wywodzi się również z języka węgierskiego (węgierskie „sok az” oznacza „jest ich wielu”, „sóskút” to natomiast kopalnia soli).

## Historia

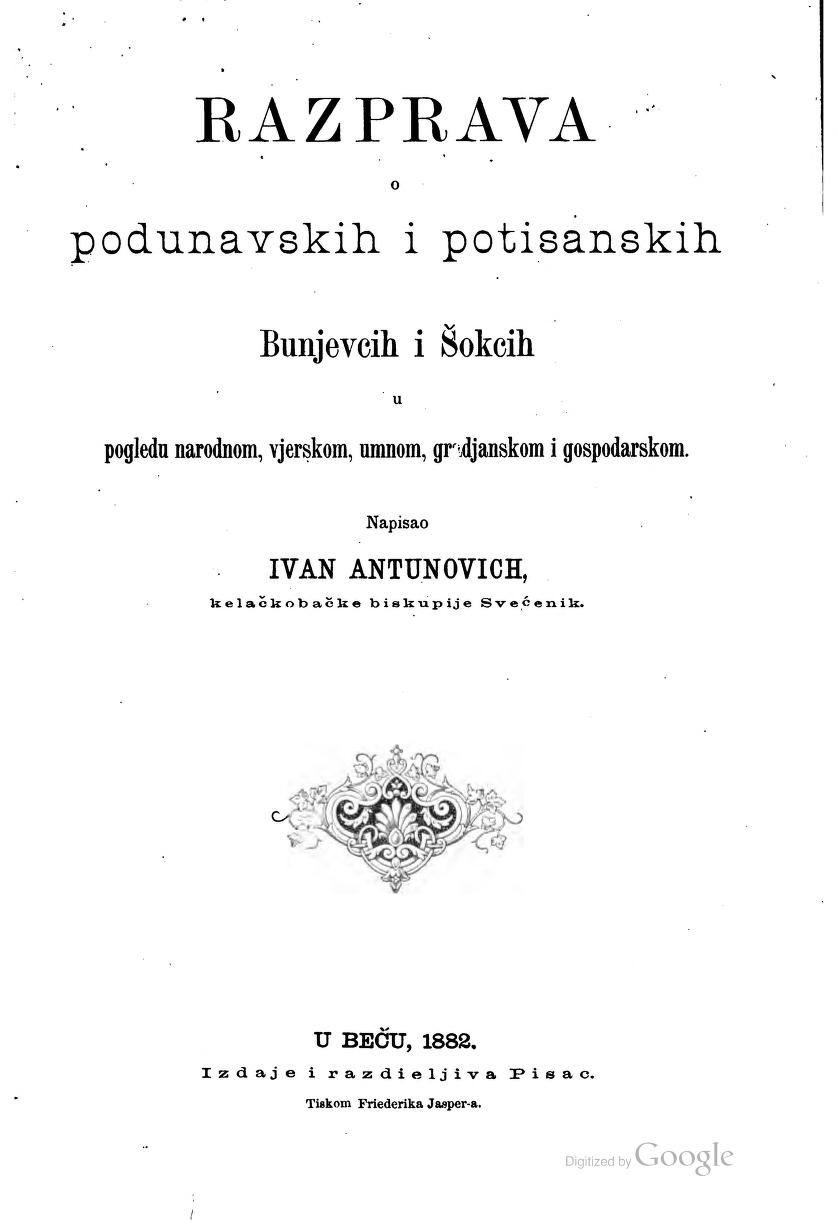
Razprava o podunavskih i potisanskih Bunjevcih i Šokcih u pogledu narodnom vjerskom, umnom, građanskom i gospodarskom (1882) autorstwa Ivana Intunovicia

Szokaci prawdopodobnie zamieszkiwali pierwotnie środkową i północno-wschodnią Bośnię. Pierwsza historyczna wzmianka pochodzi z osmańskiego dokumentu z 1566 roku. W firmanie z 1615 roku sułtan Ahmed I nakazał ochronę Szokatów przed działalnością prawosławnego duchowieństwa, podkreślając ich odrębność religijną.
W wyniku podbojów osmańskich Szokaci migrowali na obszar Posawia. Pierwsze osadnictwo na terenie Bački i Baranji miało miejsce na początku XVI wieku. Jego kulminacja miała miejsce natomiast w trakcie V wojny austriacko-tureckiej w latach 1684–1699, gdy prawie wszyscy katolicy z Podrinja i bośniackiej części Posawia emigrowali na tereny przejęte przez Austrię. W 1697 roku odnotowano, że oddziały Eugeniusza Sabaudzkiego przeprawiały „chrześcijan i Šokci” przez Sawę.
W XIX wieku Szokaci poparli działalność chorwackiego ruchu narodowego, nie zatracając swojej odrębnej tożsamości. Na przełomie XIX i XX wieku byli obiektem prześladowań ludności chorwackiej w Królestwie Węgier. Po utworzeniu Królestwa Serbów, Chorwatów i Słoweńców w 1918 roku część Szokatów pozostała po węgierskiej stronie granicy. W Królestwie SHS powstała partia polityczna Bunjevačko-šokačka stranka, zrzeszająca Szokatów i pokrewnych Buniewców. W 1926 roku została ona włączona w struktury Chorwackiej Partii Chłopskiej.
Szokatom część swojej twórczości poświęcił węgierski malarz István Csók, który malował ich portrety i uwieczniał ich życie codzienne na obszarze węgierskiego Kraju Zadunajskiego.